# Chapelle Saint-Yves de Priziac
La chapelle Saint-Yves est située au lieu-dit Saint-Yves, à Priziac dans le Morbihan.

## Historique
La chapelle, dont la construction débuta en 1881, a remplacé une autre chapelle également dédiée à Saint Yves. Les sculptures de l'édifice ont été réalisées par l'atelier Lebrun de Lorient.
La chapelle Saint-Yves de Priziac fait l’objet d’une inscription au titre des monuments historiques depuis le 29 octobre 1975.

## Description
L'édifice, de style néo-gothique, s'inspire pour la structure et le décor des édifices du XVe siècle et du XVIe siècle mais emprunte au XIXe siècle son exceptionnel développement en hauteur et la sécheresse de ses formes.